# Bordeaux-Paris 1910
Bordeaux-Paris 1910 est la 20e édition de la course cycliste Bordeaux-Paris qui se déroula les 14 et 15 mai 1910.
La victoire finale revient à Émile Georget qui s'échappe, vraisemblablement à la suite d'une chute d'une partie du peloton, dès Angoulême à plus de 465 kilomètres de l'arrivée. Il est chassé durant toute la course par Cyrille Van Hauwaert et Louis Trousselier qui se sont partagé les trois éditions précédentes. Van Hauwaert, pris dans la chute d'Angoulême et luttant sur une machine trop petite pour sa taille, finit par abandonner près de Mer à 165 kilomètres de l'arrivée et Trousselier rejoint Émile Georget à une centaine de kilomètres de l'arrivée, peu après le contrôle d'Orléans. Émile Georget parviendra à distance Louis Trousselier entre Versailles à Dourdan, à une quinzaine de kilomètres du Parc des Princes où il franchit la ligne en vainqueur avec une douzaine de minutes d'avance.

## Itinéraire
Cette 20e édition reprend un itinéraire classique. Pour la deuxième année consécutive, l'arrivée n'est plus jugée à Ville-d'Avray mais sur le vélodrome du Parc des Princes. La course est ponctuée des points de contrôle fixes et volants suivants :
| Ville         | Adresse                                          | Type               | Distance du départ | Distance à l'arrivée |
| ------------- | ------------------------------------------------ | ------------------ | ------------------ | -------------------- |
| Bordeaux      | Café du Commerce, allées de Tourny               | Contrôle de départ | 0 km               | 591 km               |
| Bordeaux      | Quatre-Pavillons, en face de la propriété Journu | Départ réel        | 0 km               | 591 km               |
| Libourne      | Café de l'Orient                                 | Contrôle volant    |                    |                      |
| Barbezieux    | Route de Bordeaux                                | Contrôle volant    |                    |                      |
| Angoulême     | Café Morchon, route de Bordeaux                  | Contrôle fixe      | 127 km             | 464 km               |
| Ruffec        | Hôtel de France                                  | Contrôle fixe      | 169 km             | 422 km               |
| Couhé-Vérac   | Hôtel Fradet sœurs                               | Contrôle fixe      | 200 km             | 391 km               |
| Poitiers      | Modern Hôtel, face à la gare                     | Contrôle fixe      | 235 km             | 356 km               |
| Châtellerault | Café du Commerce                                 | Contrôle fixe      | 268 km             | 323 km               |
| Sainte-Maure  | Hôtel de l'Étoile                                | Contrôle fixe      | 304 km             | 287 km               |
| Tours         | Café des Sports                                  | Contrôle fixe      | 339 km             | 252 km               |
| Amboise       | Café Belle-Vue, face au pont                     | Contrôle volant    |                    |                      |
| Blois         | Café du Commerce, sur le quai                    | Contrôle fixe      | 400 km             | 191 km               |
| Beaugency     | Café Beaupuis                                    | Contrôle volant    |                    |                      |
| Orléans       | Hôtel du Berry, face à la gare                   | Contrôle fixe      | 455 km             | 136 km               |
| Angerville    | Café de l'Agriculture                            | Contrôle volant    |                    |                      |
| Dourdan       | Hôtel de Lyon                                    | Contrôle fixe      | 553 km             | 38 km                |
| Buc           | Aqueduc                                          | Contrôle volant    |                    |                      |
| Paris         | Parc des Princes                                 | Arrivée            | 591 km             | 0 km                 |

## Primes et dotations
La course était entièrement dotée par l'organisateur, le journal L'Auto en fonction du classement général à l'arrivée selon la répartition suivante :
| Classement              | Prime        |
| ----------------------- | ------------ |
| 1er                     | 2.500 francs |
| 2e                      | 1.000 francs |
| 3e                      | 600 francs   |
| 4e                      | 400 francs   |
| 5e                      | 200 francs   |
| De la 6e à la 10e place | 100 francs   |
| Total                   | 5.200 francs |

Un prix spécial de 100 francs était également proposée par la direction du Parc des Princes pour le coureur effectuant à l'arrivée le meilleur temps sur le kilomètre final. Cette prime fut remportée par Léon Georget.

## Classement général final
| Classement final général | Classement final général | Classement final général | Classement final général       | Classement final général |
|                          | Coureur                  | Pays                     | Équipe                         | Temps                    |
| ------------------------ | ------------------------ | ------------------------ | ------------------------------ | ------------------------ |
| 1er                      | Émile Georget            | France                   | La Française-Continental       | en 18 h 23 min 25 s      |
| 2e                       | Louis Trousselier        | France                   | Alcyon-Dunlop                  | à 11 min 35 s            |
| 3e                       | Léon Georget             | France                   | La Française-Continental       | à 2 h 27 min 5 s         |
| 4e                       | Augustin Ringeval        | France                   | Sans équipe (cycles Ringeval)  | à 3 h 10 min 40 s        |
| 5e                       | François Lafourcade      | France                   | Sans équipe (cycles Pannetton) | à 4 h 22                 |
| 6e                       | Georges Fleury           | France                   | Sans équipe (cycles Monteil)   | à 5 h 57                 |
| 7e                       | Émile Lachaise           | France                   | Sans équipe (cycles Pannetton) | à 6 h 7                  |
| 8e                       | Lucien Roquebert         | France                   | Sans équipe (cycles Cazenave)  | à 6 h 42                 |
| 9e                       | Albert Baudet            | France                   | Le Globe-Dunlop                | à 7 h 2                  |
| 10e                      | Gabriel Mathonat         | France                   | Sans équipe (cycles Labor)     | à 7 h 47                 |
| 11e                      | Lucien Leman             | France                   | Sans équipe (cycles Pannetton) | à 9 h 12                 |
| 12e                      | Doury                    | France                   | Sans équipe (cycles Blanchet)  | à 9 h 12                 |
| modifier                 |                          |                          |                                |                          |